# Spielzeugmacher

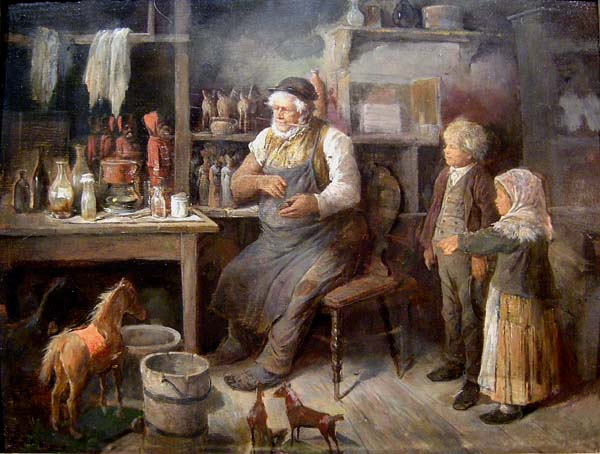
Ernst Juch (1838–1909): Kinder beim Spielzeugmacher (vor 1909)

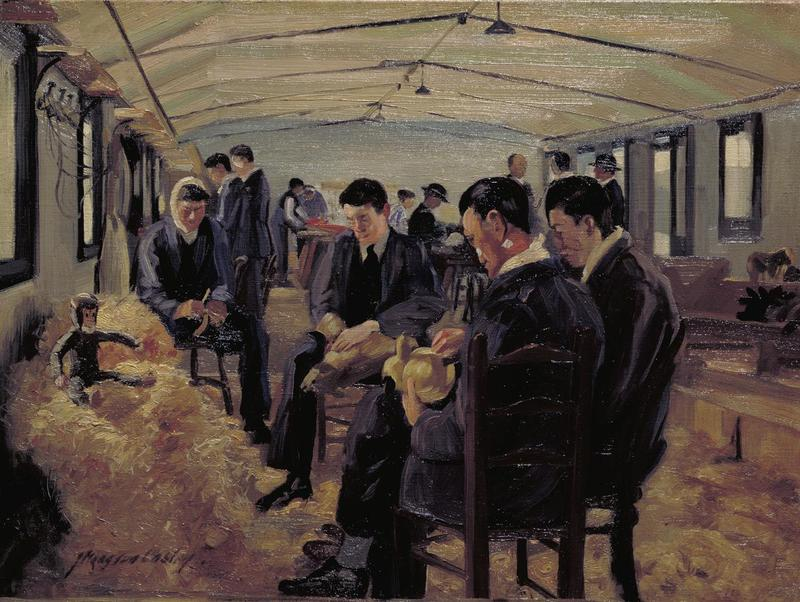
Versehrte britische 1. Weltkriegsveteranen als Spielzeugmacher. Gemälde

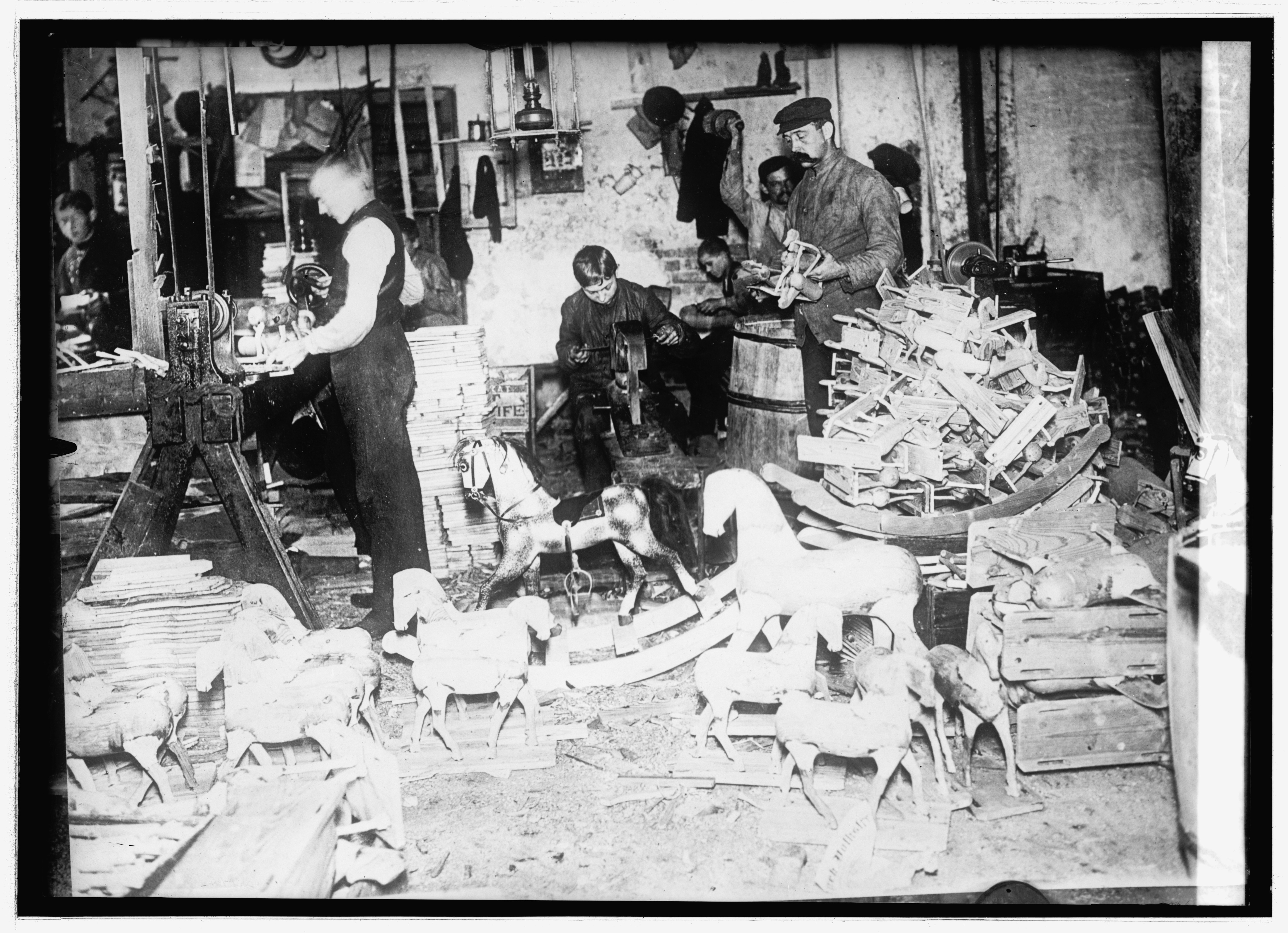
Spielzeugmacher Anfang 20. Jh. in den USA. National Photo Company Collection

Spielzeugmacher ist die veraltete Bezeichnung für Spielzeughersteller. Der Beruf wird heute nach Spielzeughersteller und Holzspielzeugmacher getrennt ausgebildet. Eine Weiterbildung qualifiziert zum Holzspielzeugmachermeister.
Die ersten Spielzeugmacher waren Handwerker, die entweder ausschließlich oder nebenbei Gegenstände zur Unterhaltung und Beschäftigung der Kinder herstellten. Sie kamen meist aus unterschiedlichsten Berufen wie Drechsler, Hafner, Tischler, Klempner, Gelb- und Rotgießer, Schlosser und sogar Gold- und Silberschmiede.

## Geschichte
Hochburgen der Holzspielzeugherstellung waren Thüringen, Oberammergau, das Berchtesgadener Land, Sächsische Erzgebirge und das Grödental. Von Händlern, sogenannten Verlegern, Hausierern und Buckelkrämern wurde das Spielzeug in diesen Gegenden aufgekauft und oft bis Lissabon, Moskau, ja sogar bis in den Orient und nach Übersee vertrieben. Dies waren: Windrädchen, Nussknacker, Rasseln, Pferde mit und ohne Reiter, Fuhrwerke, Kutschen, Schlitten, Schiffe, Zwitschervögel, Hampelmänner, Figuren aus dem Volksleben, Holzpuppen und Puppenhausmobiliar etc.
Aus dem 15. Jahrhundert sind Spielsachen aus Papier und Pappe der Augsburger Stecher bekannt, etwa Vorlagen zum Ausschneiden.
Im 17. und 18. Jahrhundert behinderten strenge Zunftbestimmungen jedoch immer wieder den Erfinderreichtum dieser Handwerker. Drechsler durften ihr Holzspielzeug nicht selbst bemalen, sondern mussten dies den Wismutmalern überlassen. Hafnern war es nicht erlaubt, zu ihrem Puppengeschirr auch die Schränkchen zu bauen.

### Holzspielzeug
Die Arche Noah war eines der beliebtesten Spielzeuge, welches fast in allen deutschen Spielwarenzentren in Heimarbeit hergestellt wurde. In Hieronymus Bestelmeiers „Spielwaren-Magazin“ wurde 1793 eine große und eine kleine Ausgabe angeboten; die kleine Ausgabe beinhaltete schon hundert Tiere und Figuren. Noch populärer war das hölzerne Steckenpferd, nicht selten mit echter Rosshaarmähne, es wird 1482 im französischen Buch Le Propriétaire des Choses präsentiert. Später kam das Schaukelpferd auf Rädern und Kufen noch hinzu. Spielzeug und Puppen insbesondere jene mit Köpfen aus Papiermaché wurden in Sonneberg im Meininger Oberland hergestellt. Zur Puppe gehörte ein Puppenhaus oder –zimmer, welches die bürgerliche Gediegenheit widerspiegelte. Die Stadt in der Spanschachtel war aus Holz.

### Zinnfiguren und Blechspielzeug
Konkurrenz stellten dem bemalten Holzspielzeug die Zinnfiguren nach 1760 dar. Vom Nürnberger Kannen- und Zinngießer Andreas Hilpertrecht billig erschaffenen Zinnfiguren hatten die Form von Tieren und Menschen, nachgebildet wurden: Hirtenstilleben, Zigeunerlager, Rokokoszenen oder Kriegsszenerien, der Zinnsoldat, verkaufte sich rasch in ganz Deutschland und die Schweiz.
Da immer mehr Blechspielzeug hergestellt wurde und die zunftrechtlichen Beschränkungen weggefallen waren, wurde die industrielle Fertigung begünstigt. So gab es nunmehr Spielkaufläden, Rasseln, Kreisel, Kettenkarusselle, Autos und Modelleisenbahnen, Puppenhauseinrichtungen und -herde in den Spielwarengeschäftn zu kaufen. Der Metallbaukasten „Mechanics Made Easy“ (später „Meccano“), 1901 erfunden von Frank Hornby, wurde zu einem begehrten Spielzeug. Der bekannteste Nachahmer war „Stabil“ von Walther & Co. in Berlin. Der legendäre Baukasten „Nr. 5“ von Märklin bescherten auch in der Zeit der Wirtschaftskrise vor dem Zweiten Weltkrieg den Herstellern hohe Umsätze.